# ローソク岩

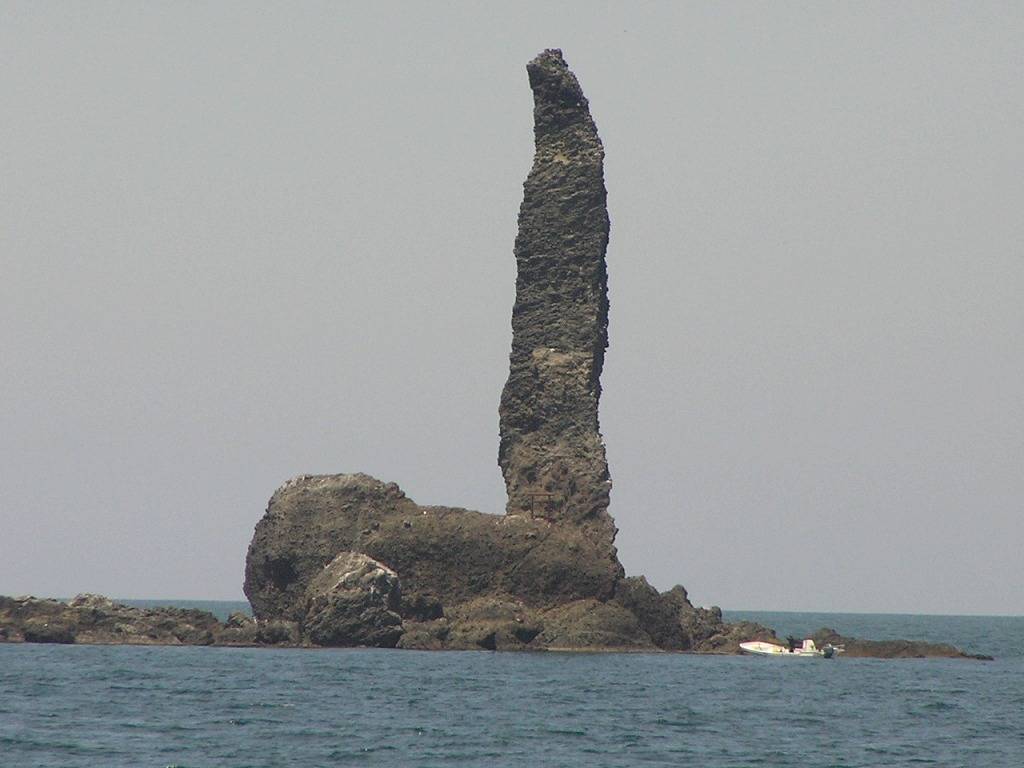
島泊漁港から見るローソク岩

ローソク岩（ローソクいわ）は、北海道余市郡余市町豊浜町沖、約550mに存在する岩
であり、無人島である。

## 概要
ローソク岩は、日本海に存在する無人島の1つで、面積は0.001km2である。ニセコ積丹小樽海岸国定公園の一部に指定されている。
積丹半島の海岸部分は断崖が連続し、その沿岸部には奇岩があちらこちら見られるが、このローソク岩も、そのような奇岩の1つに数えられる。海面から45メートルを超える高さでそそり立つ細長い特徴的な姿を持つ。岩質はハイアロクラスタイトと考えられている。岩の上には神社が存在する。その形状から、「天を指している」とも喩えられる。また人々の目を引いたことから、積丹半島（または、この岩が存在する自治体である余市町）のシンボル的な存在となっており、そして、観光資源の1つともなっている。昔はもっと太く、丸い岩だったものが、1940年8月2日の積丹半島沖地震の際に発生した津波のため半分に割れ現在の大きさになった。津波によって現在の形になる前は、この岩を「カムイ・イカシ」（男神）として崇め、女性が岩へ上がると不漁になると信じられていたので、そのような行為は禁じられていた。また、かつては、岩の周辺は千石場所と呼ばれニシンの良好な漁場であった。
ローソク岩は2016年にも先端の一部が欠け、それまでよりも鋭角な形状となった。
国道229号の新ワッカケトンネルの開通後、トンネルの古平側出口付近に眺望スペースとなる駐車帯が建設されている。
ローソク岩を過ぎると犬が沖に向って遠吠えしているように見えるセタカムイ岩がある。付近一帯の奇岩は、那須火山帯が生み出したものといわれている。

## 名の由来
現在のその形状がローソクを連想させたのではなく、まだ岩が津波前に丸かった頃、ニシンの大群の鱗が岩に張り付きローソクのように光ったという説と、ニシンを追ったカモメの大群がこの岩にびっしり糞をし、糞中のリンの成分が夜間に、ぼーっと明るく光ったからだという説がある。

## 伝説
ニシンの豊漁に湧いたその昔（約500年前）、若い漁師が海の女神からもらった兜と剣を持ち魔物退治に出かけたまま戻らず、海に沈んだ兜と剣が岩になり海面に姿を現したという伝説が残されている。

## その他の蝋燭岩
ローソク岩、ロウソク岩、蝋燭岩など、表記は様々だが、同名の岩はあちらこちらに存在する。以下は、そのリストである。
- ローソク岩 - 北海道利尻郡利尻町に属する、利尻山山頂付近の溶岩の塊とされる立岩[8]。
- ロウソク岩 - 北海道苫前郡苫前町に属する、日本海に存在する無人島の1つである。面積は、0.00053平方キロメートル[9][3]。
- ロウソク岩 - 北海道久遠郡せたな町に属する、瀬棚港の沖の日本海に存在する無人島の1つである[2]。
- ロウソク岩 - 北海道厚岸郡浜中町に属する、太平洋に存在する無人島の1つである[2]。
- ローソク岩 - 北海道釧路郡釧路町に属する、太平洋に存在する無人島の1つである[10]。
- ローソク岩 - 岩手県宮古市の浄土ヶ浜の北にある大沢海岸に存在するローソク岩は、1939年9月に天然記念物に指定されている。ローソク岩本体は火成岩の1種の花崗岩質の岩脈でできており[11]、高さは約40メートルある[12]。なお、この岩脈には水平方向に節理が見られる[11]。
- ロウソク岩 - 東京都小笠原支庁小笠原村に属する、太平洋に存在する無人島の1つである[2]。なお、この岩は、父島列島を構成する島の1つとして数えられる他、小笠原諸島を構成する島の1つとしても数えられる[2]。東島の沖合いにあって、この岩も小笠原国立公園の一部に指定されている[2]。
- ローソク岩 - 島根県隠岐郡西ノ島町の国賀海岸に所在する岩。別名観音岩とも呼ばれる[13]。
- ローソク岩 - 鹿児島県熊毛郡屋久島町に属する、永田岳山頂西側に聳える岩峰[14]。